# Panteó Casanovas i Terrats
El Panteó Casanovas i Terrats és un sepulcre del cementiri de Lloret de Mar (Selva) que forma part de l'Inventari del Patrimoni Arquitectònic de Catalunya.

## Història
En el seu testament, Francesca Terrats i Terrats (†1891), vídua del comerciant Josep Casanovas i Macaya (†1886), va disposar la construcció d'un panteó familiar a Lloret, però els marmessors no van adquirir el terreny fins al 1899, quan el nou cementiri era encara en construcció. Dos anys després, 23 de maig del 1901, l'arquitecte Antoni Maria Gallissà (1861-1903) va signar el projecte inicial, i el 4 de desembre del mateix any, el de la cripta. El cementiri fou inaugurat el 2 de novembre, i el permís fou concedit l'l'1 de maig del 1902.
Va ser una de les darrers obres de l'arquitecte i els seus antecedents són dos panteons anteriors molt importants: el de la família Garcia de Riva al Cementiri de Montjuïc de Barcelona, i la sepultura de Arús i el panteó de la família Guardiola al cementiri de Vilassar de Mar. El caràcter minimalista i acurat que manifesten a simple vista els detalls escultòrics, fa pensar en la participació d'experts com l'escultor Eusebi Arnau i del serraller Manuel Ballarín.
Els marmessors van preveure el manteniment del panteó a través d'un llegat a la parròquia de Lloret i 
van mantenir la propietat, però el 1989 passà a mans de l'Ajuntament per impagament de les taxes municipals durant 30 anys, i el desembre del 1996 hi va ser enterrat el doctor Ernest Adler.

## Descripció
Està ubicat en el marge esquerre del passeig central i té com a matèria primera la pedra de Montjuïc i la de Girona. Està situat obliquament al passeig, ja que no se'l situa de forma paral·lela, com es va fer amb la resta de les sepultures. D'aquesta manera, al punt d'encreuament entre el passeig central i l'avinguda de Sant Pau, ofereix una perspectiva privilegiada en funció de la seva bona visibilitat, que resulta afavorida al mateix temps per la seva mateixa alçària i estructura.
El panteó està integrat per tres pisos o zones que constitueixen la base del monument. Sobre aquesta descansarà el fals sarcòfag que al mateix temps és el punt de partida de les columnes que sostenen el remat superior que es projecte en forma d'agulla. A la part baixa hi ha trobem el basament estrellat, que és el punt neuràlgic, ja que a sobre descansa i recau tot el pes d'aquest monument funerari de caràcter mastodòntic. En un estrat intermedi i sobre les espatlles de dos éssers característics del regne marí, segurament tritons com així ho anuncien les escates i aletes que presenten, trobem el sarcòfag el qual està àmpliament ornat per les dues cares. En la cara principal apareixen quatre personatge sustentant, respectivament en les seves mans, rotlles de pergamí desplegats i escuts en format d'heràldica. Els quatre personatges estan resolts en un format de mig relleu, ja que sobresurten poc respecte del pla de la composició. Les vestimentes estan bastant reeixides com així ho demostren els plecs de les túniques o els drapejats de les casulles. Podríem dir que la part més reeixida la trobem en les mans, i pentinats, però sobretot en els rostres personalitzats, tot i que presenten una expressió bastant freda. Per la seva banda la part posterior està ornada amb una opulenta i carnosa decoració de tall vegetal.
Del sarcòfag arranquen els feixos de quatre columnes les quals estan coronades amb capitells florals i ornades respectivament amb gàrgoles i rematades amb pinacles, complementats amb petites corones que imiten a escala més petita la central. Aquestes columnes, d'aparença més aviat fràgil, sostenen un frondós i opulent dosser de tall vegetal i floral, del qual arrenca l'agulla. El dosser cimejat per aquesta agulla aixopluga una enorme clau que conté el monograma de Crist.
L'edicle coronat pel Crismó i aixecat sobre el sarcòfag es consagra, per una banda, a recordar la mort de la divinitat, però especialment connota la salvació i victòria sobre la mort referida a un cos superior que no ens permet ometre paral·lelament la potencialitat de l'Església i de l'ordre que regeix i que queda constituït com a mitjà per aconseguir la immortalitat. L'agulla queda interrompuda per una corona rematada amb una creu en el punt àlgid del monument. El monument funerari està impregnat d'una atmosfera de caràcter ogival o goticista.
La prova d'aquesta factura gòtica present en el monument la trobem en el tipus de lletra emprada en les inscripcions de la tomba. Es poden diferenciar fins a tres tipus de llegendes integrades en la tomba. D'una banda destaca la cartel·la que corona el sarcòfag on consta a la part frontal el text: Familia : Casanovas : y : Terrats i al dors: ANY MCMIII. D'una altra, les làpides que clouen els extrems curts de la caixa sepulcral; en una hi ha els noms dels sepultats: Aquí : reposan : las // despulles : mortals // de // D : Joseph Casanovas : y : Macaya // D. Francisca : Terrats : y : Terrats // D. Emilia : Casanovas : y : Terrats // y'ls : fills : d'aquesta. // R : I : P :; a l'altra, un fragment del passatge de la resurrecció de Llàtzer de l'Evangeli segons Joan: «Qui : credit : in : me // etiam si : mortuus : fuerit: vivet // et : omnis : qui : vivit : et : credit : in : me // non : morietur : in : aeternum // Joan : XI : 25 :». I finalment, la inscripció que recorre tot el perímetre del sarcòfag per la seva vora superior: «Vocabis : me, / et : ego : respondebo : tibi : / operi : manuum // tuarum : porriges : dexteram // Scio : enim : quod / Redemptor : meus vivit / et : in : novissimo // die : de : terra : sureccturus sum» (Job 14:15 i 19:25).